# Nichelino
Nichelino es una ciudad italiana situada en la ciudad metropolitana de Turín, en Piamonte. Tiene una población estimada, a fines de marzo de 2022, de 46 293 habitantes.
El 17 de enero de 2000 un decreto del Presidente de la República Carlo Azeglio Ciampi le asignó oficialmente el título de ciudad.

## Evolución demográfica
| Gráfica de evolución demográfica de Nichelino entre 1861 y 2022 |
|                                                                 |
| Fuente ISTAT - elaboración gráfica de Wikipedia                 |

## Historia
En 1559 el duque de Saboya dio el territorio de Nichelino, en feudo, a la familia Occelli, convirtiéndole después en condado en 1564.
En 1706 Turín fue invadida por los franceses; la ciudad de Nichelino envió hombres y armas para ayudarla.
La población aumentó muchísimo en el siglo XX por el crecimiento de la industria.
Es la única ciudad que tiene habitantes de todas las provincias italianas.[cita requerida].

## Sitios de interés
La ciudad tiene muchos sitios de interés artístico y cultural. En particular se recuerda la "Palazzina di caccia di Stupinigi", en Stupinigi, declarada Patrimonio de la Humanidad por la UNESCO en 1997.